# NASCAR Winston Cup de 1988
A Temporada da NASCAR Winston Cup de 1988 foi a 40º edição da Nascar, com 29 etapas disputadas o campeão foi Bill Elliott.

## Calendário
| N. | Data   | Corrida                      | Circuito                        | Vencedor        | Segundo         | Terceiro         |
| 1  | 14-feb | Daytona 500                  | Daytona International Speedway  | Bobby Allison   | Davey Allison   | Phil Parsons     |
| 2  | 21-feb | Pontiac Excitement 400       | Richmond International Raceway  | Neil Bonnett    | Ricky Rudd      | Richard Petty    |
| 3  | 6-mrt  | Goodwrench 500               | North Carolina Speedway         | Neil Bonnett    | Lake Speed      | Sterling Marlin  |
| 4  | 20-mrt | Motorcraft Quality Parts 500 | Atlanta Motor Speedway          | Dale Earnhardt  | Rusty Wallace   | Darrell Waltrip  |
| 5  | 27-mrt | TranSouth 500                | Darlington Raceway              | Lake Speed      | Alan Kulwicki   | Davey Allison    |
| 6  | 10-apr | Valleydale Meats 500         | Bristol Motor Speedway          | Bill Elliott    | Mark Martin     | Geoff Bodine     |
| 7  | 17-apr | First Union 400              | North Wilkesboro Speedway       | Terry Labonte   | Ricky Rudd      | Dale Earnhardt   |
| 8  | 24-apr | Pannill Sweatshirts 500      | Martinsville Speedway           | Dale Earnhardt  | Sterling Marlin | Bobby Hillin Jr. |
| 9  | 1-mei  | Winston 500                  | Talladega Superspeedway         | Phil Parsons    | Bobby Allison   | Geoff Bodine     |
| 10 | 29-mei | Coca-Cola 600                | Charlotte Motor Speedway        | Darrell Waltrip | Rusty Wallace   | Alan Kulwicki    |
| 11 | 5-jun  | Budweiser 500                | Dover International Speedway    | Bill Elliott    | Morgan Shepherd | Rusty Wallace    |
| 12 | 12-jun | Budweiser 400                | Riverside International Raceway | Rusty Wallace   | Terry Labonte   | Ricky Rudd       |
| 13 | 19-jun | Miller High Life 500         | Pocono Raceway                  | Geoff Bodine    | Michael Waltrip | Rusty Wallace    |
| 14 | 26-jun | Miller High Life 400         | Michigan International Speedway | Rusty Wallace   | Bill Elliott    | Terry Labonte    |
| 15 | 2-jul  | Firecracker 400              | Daytona International Speedway  | Bill Elliott    | Rick Wilson     | Phil Parsons     |
| 16 | 24-jul | AC Spark Plug 500            | Pocono Raceway                  | Bill Elliott    | Ken Schrader    | Davey Allison    |
| 17 | 31-jul | Talladega DieHard 500        | Talladega Superspeedway         | Ken Schrader    | Geoff Bodine    | Dale Earnhardt   |
| 18 | 14-aug | Budweiser At The Glen        | Watkins Glen International      | Ricky Rudd      | Rusty Wallace   | Bill Elliott     |
| 19 | 21-aug | Champion Spark Plug 400      | Michigan International Speedway | Davey Allison   | Rusty Wallace   | Bill Elliott     |
| 20 | 27-aug | Busch 500                    | Bristol Motor Speedway          | Dale Earnhardt  | Bill Elliott    | Geoff Bodine     |
| 21 | 4-sep  | Southern 500                 | Darlington Raceway              | Bill Elliott    | Rusty Wallace   | Dale Earnhardt   |
| 22 | 11-sep | Miller High Life 400         | Richmond International Raceway  | Davey Allison   | Dale Earnhardt  | Terry Labonte    |
| 23 | 18-sep | Delaware 500                 | Dover International Speedway    | Bill Elliott    | Dale Earnhardt  | Rusty Wallace    |
| 24 | 25-sep | Goody's 500                  | Martinsville Speedway           | Darrell Waltrip | Alan Kulwicki   | Rusty Wallace    |
| 25 | 9-okt  | Oakwood Homes 500            | Charlotte Motor Speedway        | Rusty Wallace   | Darrell Waltrip | Brett Bodine     |
| 26 | 16-okt | Holly Farms 400              | North Wilkesboro Speedway       | Rusty Wallace   | Phil Parsons    | Geoff Bodine     |
| 27 | 23-okt | AC Delco 400                 | North Carolina Speedway         | Rusty Wallace   | Ricky Rudd      | Terry Labonte    |
| 28 | 6-nov  | Checker 500                  | Phoenix International Raceway   | Alan Kulwicki   | Terry Labonte   | Davey Allison    |
| 29 | 20-nov | Atlanta Journal 500          | Atlanta Motor Speedway          | Rusty Wallace   | Davey Allison   | Mike Alexander   |

## Classificação final - Top 10
| 1  | Bill Elliott    | 4488 |
| 2  | Rusty Wallace   | 4464 |
| 3  | Dale Earnhardt  | 4256 |
| 4  | Terry Labonte   | 4007 |
| 5  | Ken Schrader    | 3858 |
| 6  | Geoff Bodine    | 3799 |
| 7  | Darrell Waltrip | 3764 |
| 8  | Davey Allison   | 3631 |
| 9  | Phil Parsons    | 3630 |
| 10 | Sterling Marlin | 3621 |